# Union Handels- und Schiffahrtsgesellschaft
Die Union Handels- und Schifffahrtsgesellschaft mbh war eine Reederei. Sie transportierte vorwiegend Südfrüchte von Mittelamerika nach Bremerhaven und war auch am Handel mit Südfrüchten beteiligt.

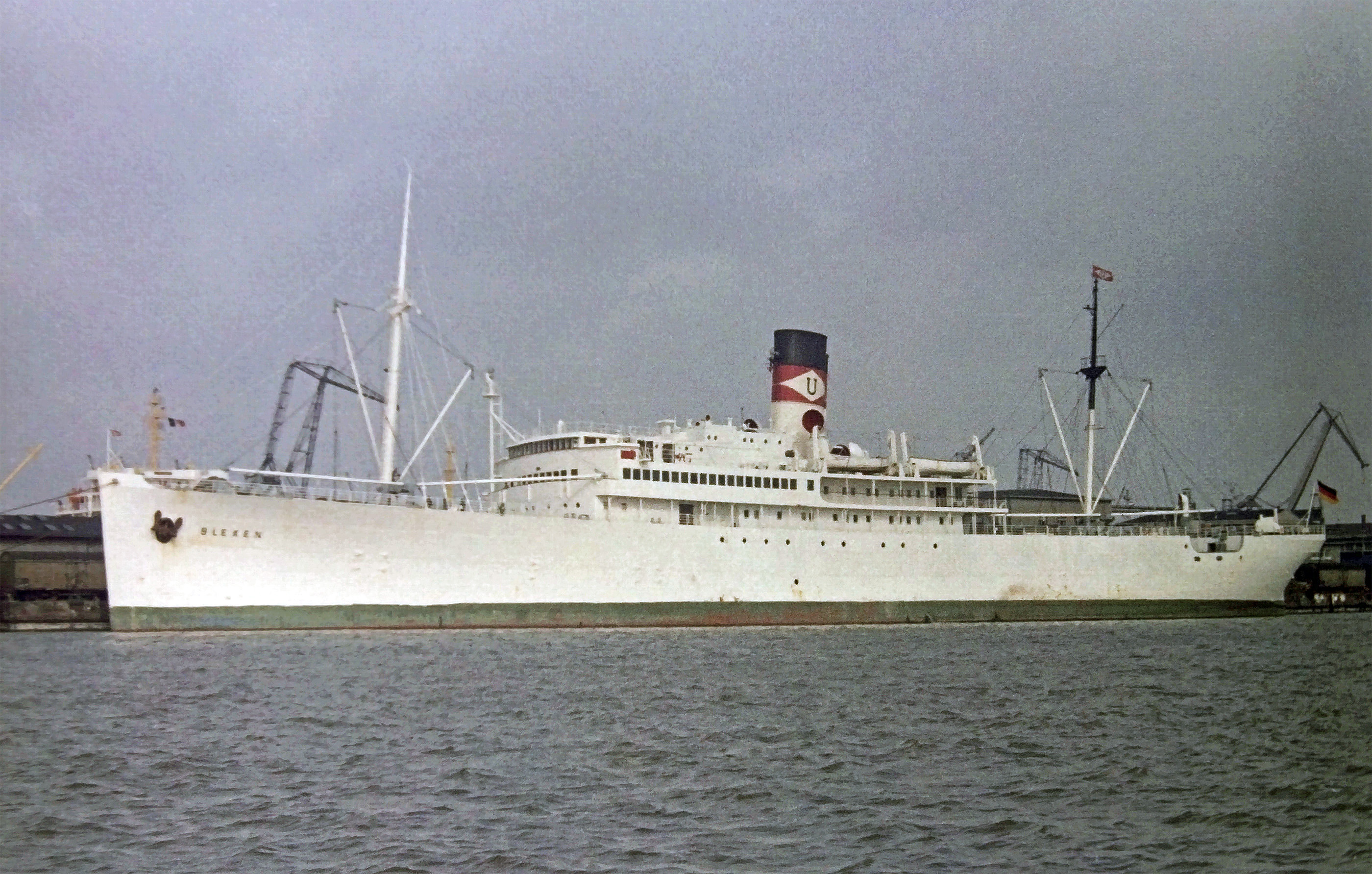
Die Blexen war von 1957 bis 1969 als Bananendampfer bei der Union

## Geschichte

### Gründung der Fruchthandel Gesellschaft mbH 1902
Bei der Gründung der Fruchthandel Gesellschaft mbH in Bremen wird Gustav Scipio zum Geschäftsführer ernannt. Geschäftszweck war der Vertrieb und der Import von kanarischen Bananen, spanischen Orangen und italienische Zitronen. Dazu wurde ein Fruchthof in direkter Nähe zum Bremern Haupt- und Güterbahnhof mit eigenem Gleisanschluss gebaut, der 1908 eingeweiht wird. Ab 1920 nennt das Unternehmen sich Fruchthandel Gesellschaft Scipio & Fischer.

### Jamaica-Bananen-Importgesellschaft 1909
1909 erfolgte die Gründung der Jamaica-Bananen-Importgesellschaft in Bremen mit Niederlassungen im gesamten damaligen Reichsgebiet. Später wird diese Gesellschaft in Jamaica Bananen- und Früchte-Vertrieb umbenannt.

### Union Handels- und Schifffahrtsgesellschaft mbh 1936
Der Fruchthändler Gustav Scipio gründete diese Reederei 1936 als „Transportgesellschaft eigener Waren“ und beginnt 1935 mit sechs Kühlschiffen. Mit diesen sechs Schiffen wurden vorwiegend Bananen transportiert. Das Kapital stammte zu je einem Drittel aus Bremen, Hamburg und der United Fruit Company aus Boston, heute bekannt unter dem Namen Chiquita. Die United Fruit Company hat damit ihre Strategie von der Produktion bis zum Endverkauf und besonders der geschlossenen Kühlkette nach Deutschland ausgeweitet.

## Die ersten Schiffe 1936
Vier dieser Kühlschiffe, die Vegesack (Bj. 1911), die Wesermünde  (Bj. 1920), die Brake  (Bj. 1920) und die Bremerhaven (Bj. 1921), wurden von Elders & Fyffes (GB) angekauft. Zwei Kühlschiffe, die Nordenham und die Oldenburg, wurden 1914 bei Tecklenborg gebaut, an Laeisz (Pungo, Pionier) abgeliefert und im Bananendienst nach Kamerun eingesetzt. Die Schiffe hatten als Hauptantrieb Dreifach-Expansionsdampfmaschinen. Die Oldenburg wurde im Ersten Weltkrieg als Hilfskreuzer Möve oder auch Möwe  bekannt. Beide wurden nach dem Ersten Weltkrieg an England abgeliefert, von Elders & Fyffes betrieben und 1933 an die Deutsche Seeverkehrs-A.G. „Midgard“ in Nordenham verkauft. Sie wurden 1936 von der Union übernommen. Der Bananendampfer Nordenham (4592 BRT) der Union von 1914 diente 1944 als Verwundetentransportschiff und wurde am 7. Dezember 1944 durch ein russisches U-Boot in der Ostsee versenkt.

## Neubeginn 1955

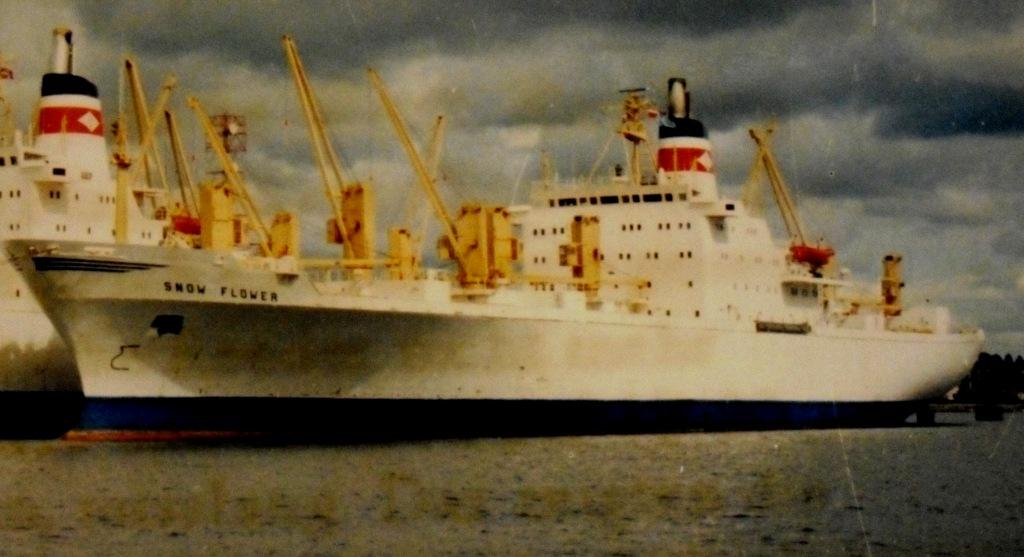
Die aufliegende Snow Flower nach Union-Charter (mit Union Schornsteinfarben)

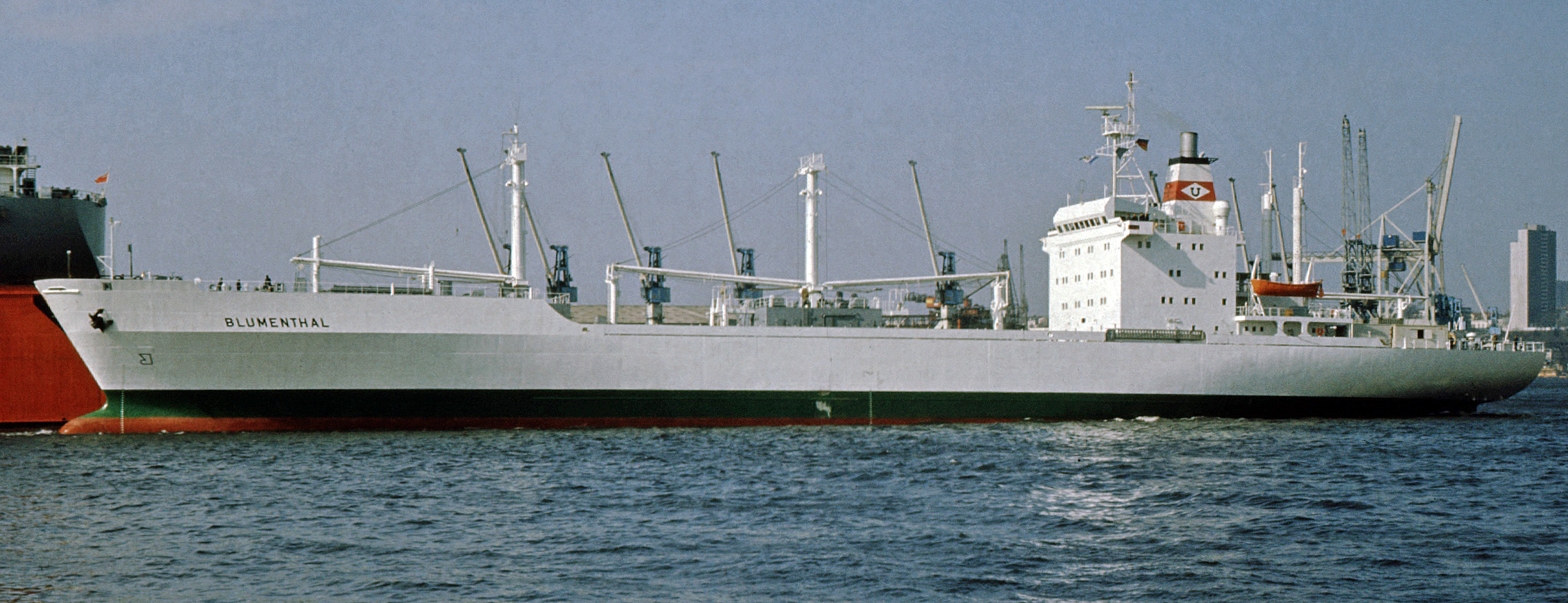
Die 1974 von HDW erbaute Blumenthal in Hamburg

Nach dem Zweiten Weltkrieg wurden 1955 vom Bremer Vulkan zwei neue Kühlschiffe, die Bremerhaven und die Nordenham geliefert. Es waren die ersten Neubauten für die Union, wie die Reederei in Kurzform allgemein genannt wurde. 1956 wurden aus Norwegen die Brake, 1957 die Blumenthal und 1958 die Blexen angekauft. Dies waren alles gebrauchte Schiffe. Damit war das notwendige Quintett zusammen, um einen wöchentlichen Dienst zu ermöglichen. Die Blumenthal und die Blexen (Baujahr 1931) fuhren vorher für die Great White Fleet, seinerzeit der inoffizielle Name der weißen Bananendampfer-Flotte der United Fruit Company. Sie hatten luxuriöse Einrichtungen für 100 Passagiere und waren über 25 Jahre alt, also ein Alter, in dem Schiffe oft abgewrackt werden. Sie hatten einen turboelektrischen Antrieb und wurden beim Bremer Vulkan modernisiert, nachdem vorher die Passagiereinrichtungen entfernt wurden. Sie fuhren bis 1969 für die Union und wurden 1969 zum Abwracken nach China verkauft.
1959 und 1964 folgten drei Neubauten wieder vom Bremer Vulkan, weitere zwei Neubauten wurden von der Rickmers-Werft in Bremerhaven geliefert. Zwei dieser Schiffe wurden im Bereich der Ladungskühlanlage und des Hauptmotors bereits weitgehend automatisiert, dadurch konnte die Besatzungen von bisher 40–50 Personen auf 30 reduziert werden.
1974 folgten die nächsten Neubauten von den Howaldtswerke-Deutsche Werft, Hamburg und aus Norwegen. Es waren die letzten Schiffe unter deutscher Flagge dieser Reederei. Sie wurden 1981 ausgeflaggt, denn durch die im internationalen Vergleich extrem gestiegenen Besatzungskosten für Schiffe unter deutscher Flagge waren deutsche Reeder nicht mehr wettbewerbsfähig.

## Charterschiffe

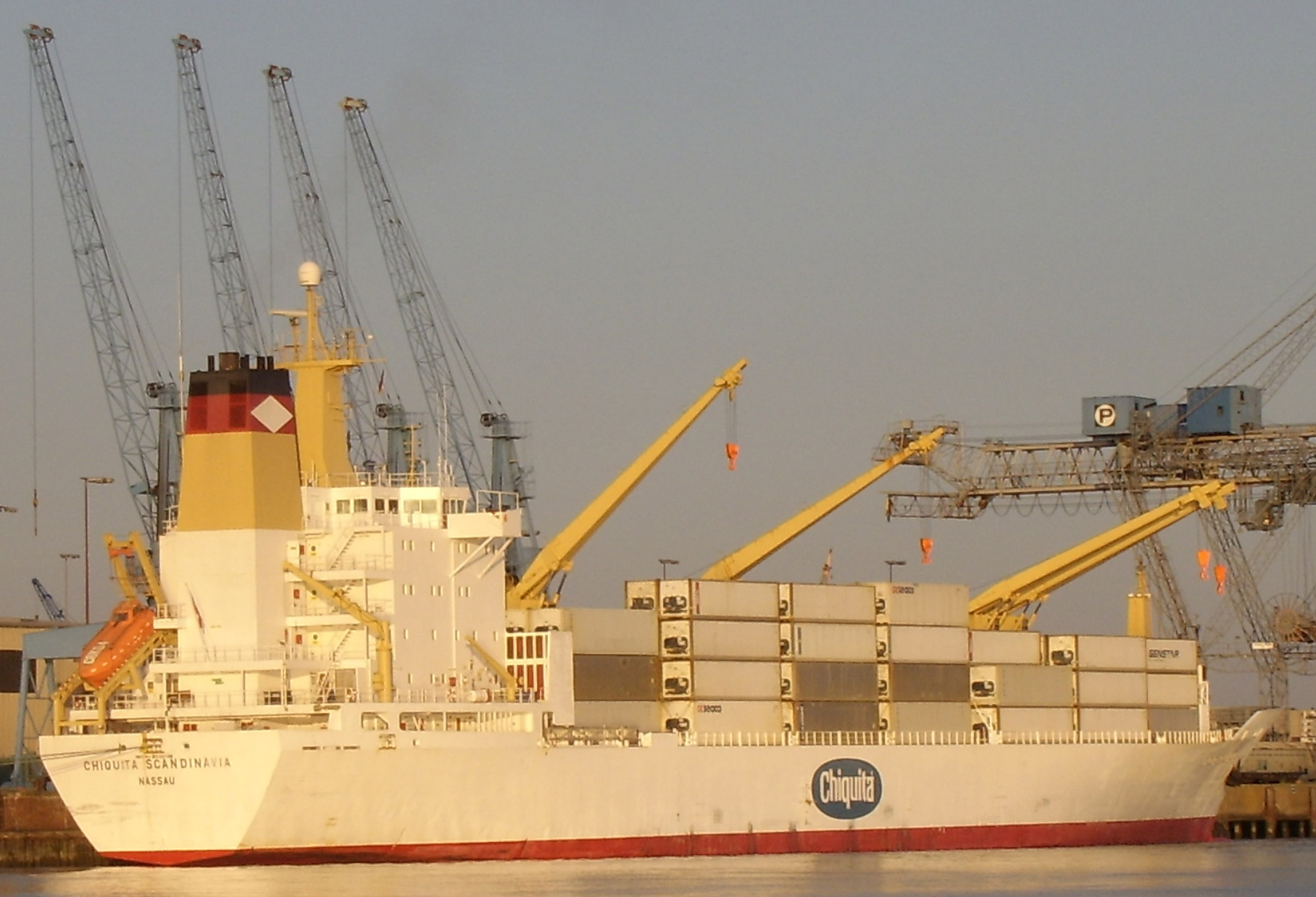
Die Chiquita Scandinavia löscht Bananen in Bremerhaven (s. Schornstein, die weiße Raute zeigt die Gemeinsamkeit)

Der Versuch, durch hoch automatisierte Schiffe und dadurch auf 18–20 Personen reduzierte Besatzung die Mannschaftskosten zu senken, misslang. Das zeigten zwei 1984 an die Reederei E. Jacob abgelieferten Neubauten von der Lübecker Flender-Werft. Sie wurden von der Union für den wöchentlichen Bananendienst gechartert. Es waren Vorläufer des „Schiff der Zukunft“-Programms, denn sie hatten viele Elemente dieser innovativen Entwicklung.
Seit 1993 wird dieser Dienst vorwiegend von Chiquitas weißen Schiffen, der Great White Fleet (GWF) bedient. Die als Chiquita-Länderschiffe bezeichneten Schiffe wurden in Dänemark gebaut. Sie fahren nicht unter US-Flagge, sondern mit Heimathafen Nassau unter der Flagge der Bahamas. Von der Union wurden nur noch zwei Kühlschiffe bereedert, sie kamen als Neubauten von der Schichau-Seebeckwerft.